# OU-11
L'autoroute OU-11 est une autoroute urbaine en construction qui permettra d'accéder au centre d'Ourense depuis l'A-52 en venant de l'ouest.
Elle va se détacher l'A-52 à l'ouest de l'agglomération.
D'une longueur de 1 km environ, elle reliera l'A-52 à l'ouest de l'agglomération jusqu'au centre d'Ourense en prolongeant l'Avenida de Ribeira Sacra

## Tracé
- Elle débute à l'ouest d'Ourense où elle bifurque avec l'A-52 pour ensuite intégrer le centre ville sur le prolongement de l'Avenue de Ribeira Sacra

## Sorties
| Sorties | Villes                                                                  |      |
| ------- | ----------------------------------------------------------------------- | ---- |
|         | Portugal - Benavente - Madrid Vigo - Saint-Jacques-de-Compostelle AP-53 | A-52 |
|         | Ourense Centre - Ourense-Avenue de Ribeira Sacra                        |      |